# Kékobo
Kékobo est une localité située dans le département de Barsalogho de la province du Sanmatenga dans la région Centre-Nord au Burkina Faso.

## Géographie
Kékobo est administrativement rattaché au village de Guiendbila.

## Éducation et santé
Le centre de soins le plus proche de Kékobo est le centre de santé et de promotion sociale (CSPS) de Barsalogho tandis que le centre hospitalier régional (CHR) se trouve à Kaya.
Kékobo possède une école primaire publique.